# Toy
Toy (в перекладі з англ. іграшка) — пісня ізраїльської співачки Нетти Барзілай, з якою вона представляла Ізраїль на конкурсі Євробачення 2018. Авторами композиції є Дорон Медальє і Став Бегер. Пісня була випущена 11 березня 2018 року разом з офіційним музичним відеокліпом, який зняв Карен Хохма.

## Запис і реліз
- Записана у Студії Става Бегера (Тель-Авів).
- Видана лейблом Tedy Productions та Unicell.

## Чарти

### Тижневі чарти
| Chart (2018–19)                           | Найвища позиція |
| ----------------------------------------- | --------------- |
| Австрія (Ö3 Austria Top 75)               | 15              |
| Бельгія (Ultratop Flanders)               | 29              |
| Бельгія (Ultratip Wallonia)               | 19              |
| Чехія (Singles Digitál Top 100)           | 88              |
| Фінляндія (Suomen virallinen lista)       | 10              |
| Франція (SNEP)                            | 16              |
| Німеччина (Official German Charts)        | 19              |
| Greece Digital Singles (IFPI Greece)      | 12              |
| Угорщина (Stream Top 40)                  | 36              |
| Ireland (IRMA)                            | 63              |
| Israel (Media Forest)                     | 1               |
| Нідерланди (Mega Single Top 100)          | 60              |
| Norway (VG-lista)                         | 19              |
| Шотландія (Official Charts Company)       | 28              |
| Spain (PROMUSICAE)                        | 16              |
| Sweden (Sverigetopplistan)                | 5               |
| Швейцарія (Media Control AG)              | 34              |
| Велика Британія (Official Charts Company) | 49              |
| US Hot Dance Club Songs (Billboard)       | 1               |
| US Hot Dance/Electronic Songs (Billboard) | 11              |

### Річні чарти
| Чарт (2018)                               | Найвища позиція |
| ----------------------------------------- | --------------- |
| US Hot Dance Club Songs (Billboard)       | 48              |
| US Hot Dance/Electronic Songs (Billboard) | 78              |